# Philogenia elisabeta
Philogenia elisabeta – gatunek ważki z rodziny Philogeniidae. Występuje na terenie Ameryki Południowej.